# Coupe de France 1928/29
Het seizoen 1928/29 was het twaalfde seizoen van de Coupe de France in het voetbal. Het toernooi werd georganiseerd door de Fédération Française de Football Association (FFFA).
Dit seizoen namen er 380 clubs aan deel (34 meer dan de record deelname in het seizoen 1926/27). De competitie eindigde op 5 mei met de finale in het Stade Olympique Yves-du-Manoir in Colombes. De zege ging voor de eerste keer naar SO Montpellier die in de finale FC Sète met 2-0 versloeg.

## Uitslagen

### 1/32 finale
De 1/32e finale was de vierde ronde, inclusief de voorronde. De wedstrijden werden op 6 januari 1929 en op 13 januari (Olympique Mareille-Español Bordeaux) gespeeld, de enige beslissingswedstrijd werd ook op 13 januari gespeeld.
| Winnaar                 | Uitslag | Verliezer          |
| ----------------------- | ------- | ------------------ |
| SO Montpellier          | 5-2     | US Annemasse       |
| FC Sète                 | 5-1     | US Persan-Beaumont |
| Stade Raphaëlois        | 4-0     | ES Juvisy          |
| US Dunkerque-Malo       | 2-1     | US Suisse Paris    |
| Stade Rennes            | 3-2     | US Véloce Vannes   |
| AS Cannes               | 7-0     | Gallia Club Grasse |
| CA Paris                | 6-0     | Stade Quimper      |
| US Boulogne             | 3-1     | FC Bischwiller 07  |
| FC Mulhouse             | 4-1     | US Vésinet         |
| Club Français           | 3-0     | AC Arles           |
| Stade Français          | 6-1     | AS Audincourt      |
| La Bastidienne Bordeaux | 4-1     | FC Salin Giraud    |
| US Belfort              | 1-0     | Olympique Alès     |
| RC Arras                | 1-0     | US Quevilly        |
| Olympique Lille         | 3-1     | CO Billancourt     |
| AC Amiens               | 4-1     | CA Enghien-Ermont  |

| Winnaar               | Uitslag     | Verliezer              |
| --------------------- | ----------- | ---------------------- |
| SO L’Est              | 2-1         | US Saint-Servan        |
| RC Roubaix            | 3-0         | SSR Petite Rosselle    |
| CS Jean Bouin Angers  | 2-0         | Stade Mont-de-Marsan   |
| Excelsior Roubaix     | 1-0         | RC Strasbourg          |
| AS Cherbourg-Stella   | 0-4 *       | Red Star Olympique     |
| FC Rouen              | 2-1         | Iris Club Lillois      |
| Stade Roubaix         | 1-0         | Stade Le Havre         |
| AS Strasbourg         | 2-0         | SC Reims               |
| US Tourcoing          | 2-2 nv; 4-1 | CASG Paris             |
| SC Nîmes              | 1-0         | CD Español Bordeaux    |
| Olympique Marseille   | 4-2         | US Cazères             |
| FC Saint-Louis 1911   | 2-0         | AS Valentigney         |
| CA Metz               | 2-0         | FC Dieppe              |
| Stade Bordeaux        | 7-2         | OGC Nice               |
| Racing Club de France | 1-0         | Drapeau Fougères       |
| Le Havre AC           | 3-0         | AF La Garenne-Colombes |

### 1/16 finale
De wedstrijden werden op 20 januari 1929 gespeeld, de twee beslissingswedstrijden tussen Arras en Stade Bordeaux op 27 januari en 3 februari.
| Winnaar           | Uitslag | Verliezer            |
| ----------------- | ------- | -------------------- |
| SO Montpellier    | 5-2     | SO L’Est             |
| FC Sète           | 1-0     | RC Roubaix           |
| Stade Raphaëlois  | 2-0     | CS Jean Bouin Angers |
| US Dunkerque-Malo | 3-2     | Excelsior Roubaix    |
| Stade Rennes      | 2-1 nv  | AS Cherbourg-Stella  |
| AS Cannes         | 2-0     | FC Rouen             |
| CA Paris          | 5-3     | Stade Roubaix        |
| US Boulogne       | 5-3     | AS Strasbourg        |

| Winnaar                 | Uitslag             | Verliezer             |
| ----------------------- | ------------------- | --------------------- |
| FC Mulhouse             | 5-2                 | US Tourcoing          |
| Club Français           | 1-0                 | SC Nîmes              |
| Stade Français          | 4-1                 | Olympique Marseille   |
| La Bastidienne Bordeaux | 2-0                 | FC Saint-Louis 1911   |
| US Belfort              | 4-2                 | CA Metz               |
| RC Arras                | 1-1 nv; 0-0 nv; 2-1 | Stade Bordeaux        |
| Olympique Lille         | 5-2                 | Racing Club de France |
| AC Amiens               | 3-1 *               | Le Havre AC           |

### 1/8 finale
De wedstrijden werden op 3 februari 1928 en 3 maart (Cannes-Arras) gespeeld. De enige beslissingswedstrijd werd ook op 3 maart gespeeld.
| Winnaar           | Uitslag     | Verliezer               |
| ----------------- | ----------- | ----------------------- |
| SO Montpellier    | 4-3         | FC Mulhouse             |
| FC Sète           | 1-1 nv; 1-0 | Club Français           |
| Stade Raphaëlois  | 2-1         | Stade Français          |
| US Dunkerque-Malo | 2-1 nv      | La Bastidienne Bordeaux |

| Winnaar      | Uitslag | Verliezer       |
| ------------ | ------- | --------------- |
| Stade Rennes | 3-1     | US Belfort      |
| AS Cannes    | 3-0     | RC Arras        |
| CA Paris     | 1-0     | Olympique Lille |
| US Boulogne  | 1-0     | AC Amiens       |

### Kwartfinale
De wedstrijden werden op 16 (Sète-Cannes) en 17 maart 1929 gespeeld.
| Winnaar           | Uitslag | Verliezer    |
| ----------------- | ------- | ------------ |
| SO Montpellier    | 5-0     | Stade Rennes |
| FC Sète           | 7-1     | AS Cannes    |
| Stade Raphaëlois  | 1-0     | CA Paris     |
| US Dunkerque-Malo | 1-0     | US Boulogne  |

### Halve finale
De wedstrijden werden op 7 april 1929 gespeeld.
| Winnaar        | Uitslag | Verliezer         |
| -------------- | ------- | ----------------- |
| SO Montpellier | 1-0     | Stade Raphaëlois  |
| FC Sète        | 2-1     | US Dunkerque-Malo |

### Finale
De wedstrijd werd op 5 mei 1929 gespeeld in het Stade Olympique Yves-du-Manoir in Colombes voor 25.000 toeschouwers. De wedstrijd stond onder leiding van scheidsrechter M. Gerardin.
| Winnaar                              | Uitslag | Finalist |
| ------------------------------------ | ------- | -------- |
| SO Montpellier                       | 2-0     | FC Sète  |
| Auguste Kramer 40' Edmond Kramer 89' |         |          |

1917/18 · 1918/19 · 1919/20 · 1920/21 · 1921/22 · 1922/23 · 1923/24 · 1924/25 · 1925/26 · 1926/27 · 1927/28 · 1928/29 · 1929/30 · 1930/31 · 1931/32 · 1932/33 · 1933/34 · 1934/35 · 1935/36 · 1936/37 · 1937/38 · 1938/39 · 1939/40 · 1940/41 · 1941/42 · 1942/43 · 1943/44 · 1944/45 · 1945/46 · 1946/47 · 1947/48 · 1948/49 · 1949/50 · 1950/51 · 1951/52 · 1952/53 · 1953/54 · 1954/55 · 1955/56 · 1956/57 · 1957/58 · 1958/59 · 1959/60 · 1960/61 · 1961/62 · 1962/63 · 1963/64 · 1964/65 · 1965/66 · 1966/67 · 1967/68 · 1968/69 · 1969/70 · 1970/71 · 1971/72 · 1972/73 · 1973/74 · 1974/75 · 1975/76 · 1976/77 · 1977/78 · 1978/79 · 1979/80 · 1980/81 · 1981/82 · 1982/83 · 1983/84 · 1984/85 · 1985/86 · 1986/87 · 1987/88 · 1988/89 · 1989/90 · 1990/91 · 1991/92 · 1992/93 · 1993/94 · 1994/95 · 1995/96 · 1996/97 · 1997/98 · 1998/99 · 1999/00 · 2000/01 · 2001/02 · 2002/03 · 2003/04 · 2004/05 · 2005/06 · 2006/07 · 2007/08 · 2008/09 · 2009/10 · 2010/11 · 2011/12 · 2012/13 · 2013/14 · 2014/15 · 2015/16 · 2016/17 · 2017/18 · 2018/19 · 2019/20 · 2020/21 · 
2021/22 · 2022/23 · 2023/24 · 2024/25 ·